# Réseau express régional

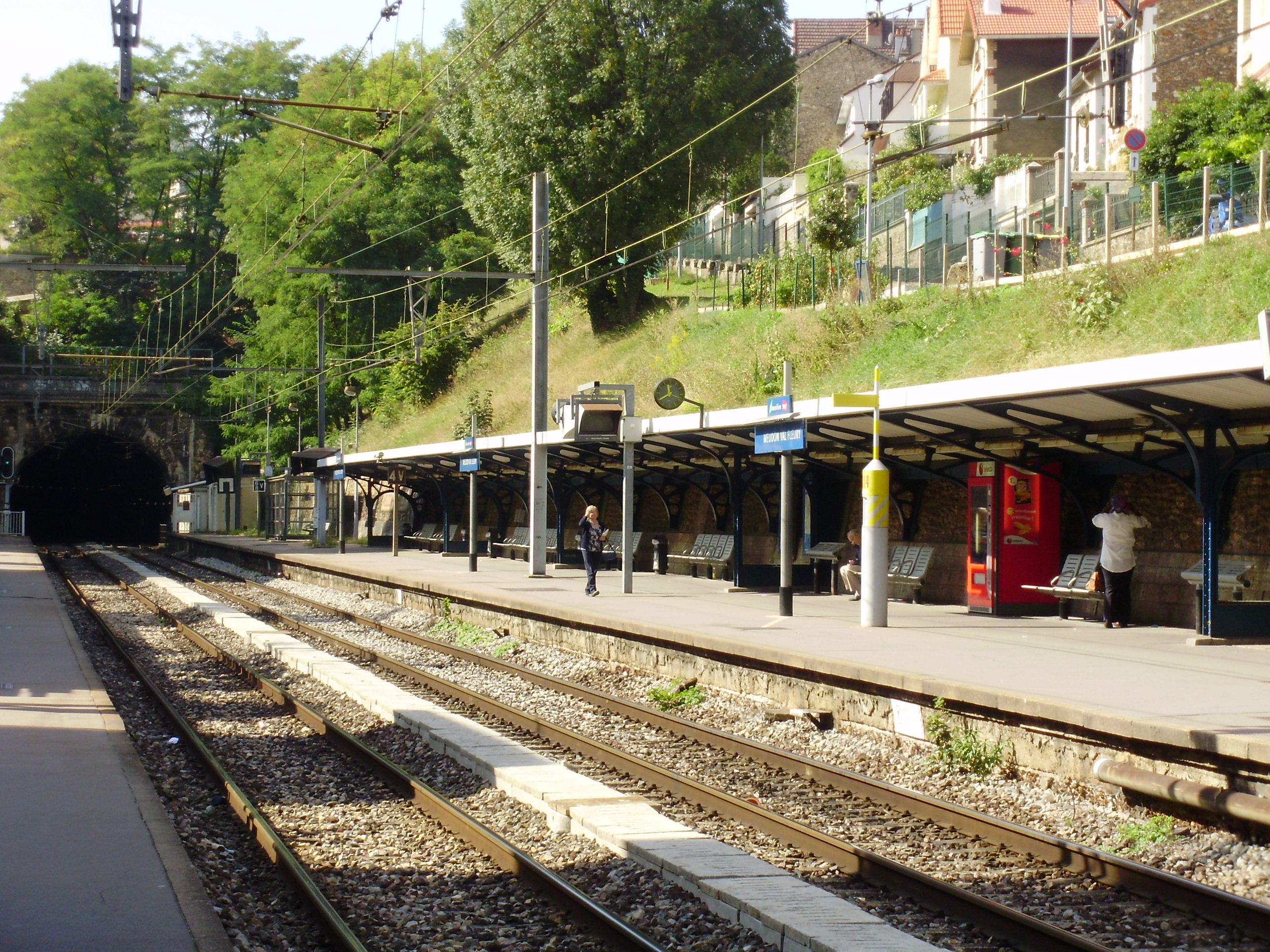
Station Meudon - Val Fleury op lijn C

Het Réseau express régional (RER, letterlijk "regionaal expresnetwerk") is een merknaam van de regionale voorstadstreinen die het centrum van Parijs verbinden met de voorsteden, enigszins te vergelijken met de S-Bahn in Duitsland of het GEN in Brussel.
Omdat de Metro van Parijs (of Métropolitain) niet ver in de buitenwijken doordringt en de Transilien-voorstadstreinen op kopstations net buiten het centrum eindigden, was er behoefte aan een sneller vervoermiddel vanuit het centrum naar de voorsteden. Het RER-netwerk ontstond door verschillende bestaande voorstadslijnen aan elkaar te koppelen door een ondergronds traject door het centrum te bouwen.
In de stad fungeert de RER als een soort snelmetro, maar verschilt behoorlijk van de reguliere metro. De afstanden tussen de stations zijn veel groter; de stations zijn vaak groot, vooral het station Châtelet - Les Halles; de tunnels van de RER liggen dieper; de voeding geschiedt op alle lijnen door middel van een bovenleiding; en de treinen van de RER rijden links zoals bij treinverkeer in Frankrijk algemeen is, in tegenstelling tot de metro die rechts rijdt.
De exploitatie gebeurt gezamenlijk door Transilien, de afdeling van het staatsspoorbedrijf SNCF dat het voorstadsverkeer rond Parijs exploiteert, en RATP, het stadsvervoerbedrijf van Parijs. Deze twee bedrijven hebben een gezamenlijk tariefsysteem: RER-kaartjes zijn ook geldig op overige voorstadstreinen en op de metro.

## Lijnen
De RER bestaat uit vijf lijnen:

### Lijn A

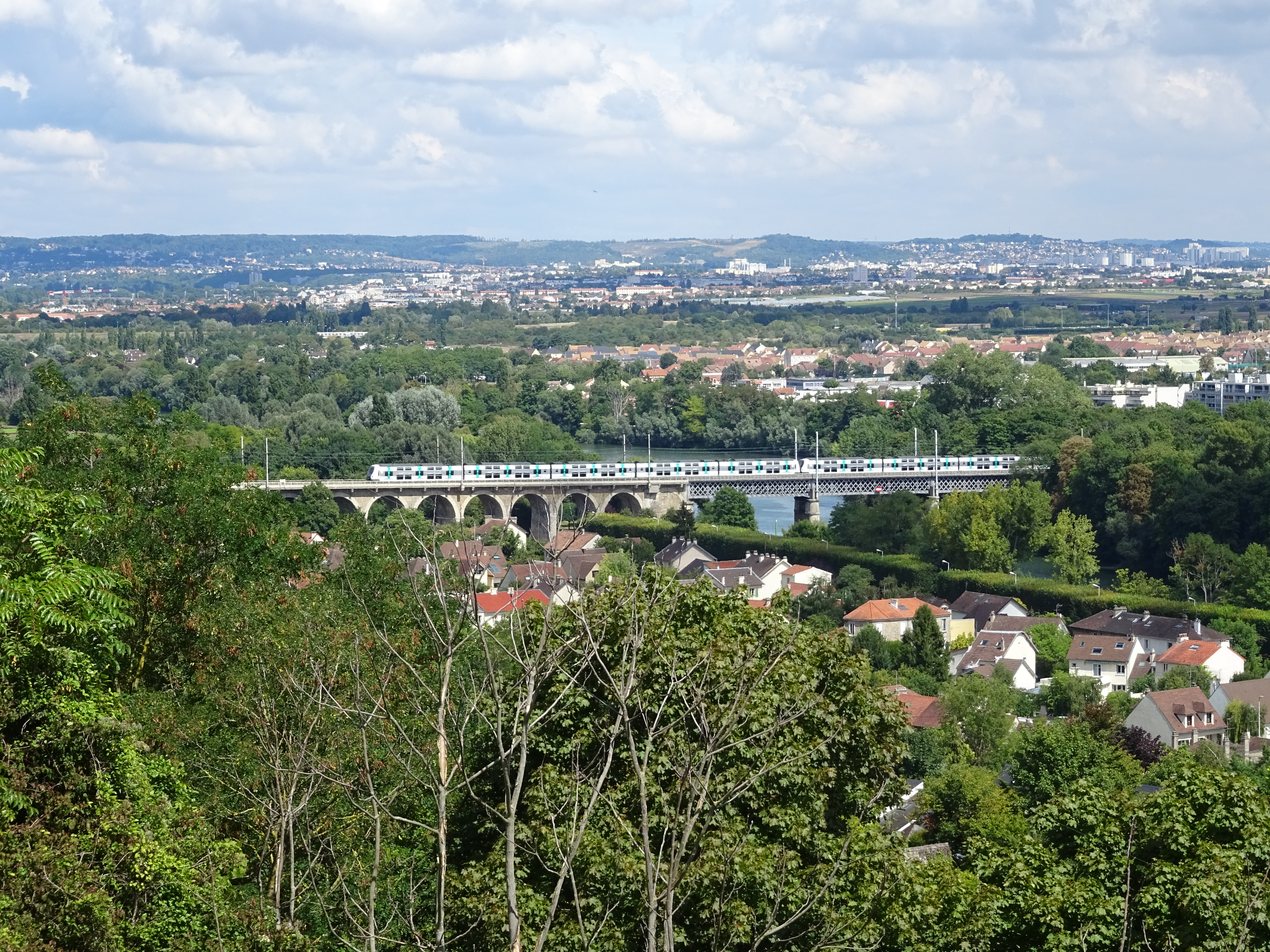
RER A-dubbeldekstrein (MI 09) op het Viaduc ferroviaire du Pecq ten westen van Parijs

Exploitatie RATP/SNCF: deze lijn bestaat als doorgaande oost-westverbinding sinds 8 december 1977, toen het laatst ontbrekende lijngedeelte van Auber naar Nation geopend werd. Aan de bouw van deze RER-lijn is men in 1961 begonnen en de lijn werd vanaf 1969 in meerdere fases geopend. Hiermee werd de geïsoleerde voorstadslijn in het oosten van station Paris-Bastille naar Verneuil-l'Étang, met de voorstadslijn van Paris Paris St-Lazare naar Saint-Germain-en-Laye, de oudste reizigersspoorlijn in Frankrijk (van 1837), in het westen, verbonden. De oostelijke voorstadslijn werd beperkt tot Boissy-Saint-Léger en het traject van Vincennes tot Bastille werd opgeheven.
In het westen wordt het voorstadstraject van Nanterre - Université tot Saint-Germain-en-Laye, door de RER overgenomen. Bij Nanterre - Université kunnen de reizigers overstappen op de voorstadlijn naar St-Lazare. Er wordt een aansluiting gebouwd van Nanterre - Préfecture naar Houilles - Carrières-sur-Seine gelegen op de spoorlijn St-Lazare Mantes via Poissy. De RER-treinen rijden op deze SNCF-voorstadlijn door tot Poissy en Cergy-le-Haut. De lijn naar Cergy is een nieuwe spoorlijn, gebouwd om de nieuwe stad Cergy te bedienen. Daar deze SNCF-voorstadlijnen zijn geëlektrificeerd met 25 kV wisselspanning, moeten de RER-treinen die deze tak rijden zowel onder de wisselspanning kunnen rijden als de 1500 V gelijkspanning van de RATP. Deze RER-stations worden ook bediend met SNCF-treinen naar St-Lazare. Vanuit Nanterre - Université werd de SNCF-lijn die vroeger doorreed naar Saint-Germain-en-Laye, op zijn beurt aangesloten op de spoorlijn naar Mantes. De SNCF-voorstadstreinen die naar St-Lazare rijden geven in Nanterre - Université aansluiting op de A-tak van RER uit Saint-Germain-en-Laye. Hierdoor kunnen de reizigers met de bestemming centrum de SNCF-treinen nemen en overstappen in Nanterre, of de RER-trein nemen die een rechtstreekse verbinding geeft.
Ook is een tak naar Marne-la-Vallée en Disneyland Parijs aangelegd. Daar is een overstap mogelijk naar de TGV en in Val de Fontenay op de lijn E.
Hoewel de lijn oorspronkelijk aangelegd werd om metrolijn 1 te verlichten, is de RER A zelf overbelast met 55.000 reizigers per uur per richting in de spits, op de centrale sectie tussen Charles de Gaulle - Étoile en Paris Lyon. Dit ondanks de inzet van dubbeldeksmaterieel en een trein om de twee minuten tijdens de spits. Om deze lijn te ontlasten is de meteor-metrolijn 14 aangelegd die grotendeels parallel aan de RER-lijn loopt. De aanleg van lijn D met een eigen tunnel tussen Châtelet - Les Halles en Gare de Lyon, heeft de lijn A daar ontlast. Ook lijn E biedt enig soelaas door een rechtstreekse verbinding van Gare du Nord naar de wijk St-Lazare te bieden. Tegen 2024 wordt deze RER E verlengd naar het westen richting Nanterre-La Folie via Porte Maillot en La Défense, waardoor dit de RER A zal verlichten tussen Auber en La Défense/Nanterre.

### Lijn B

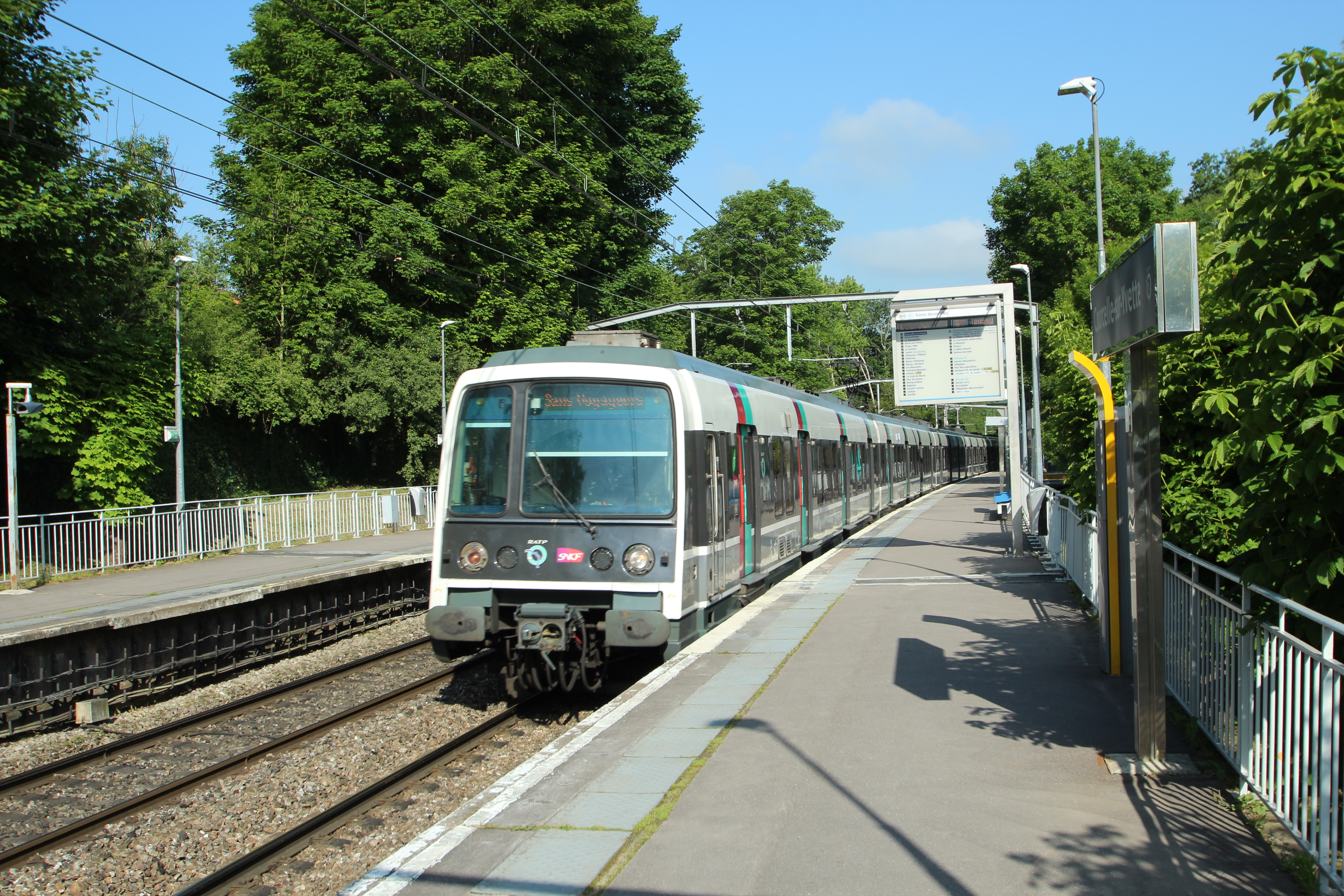
RER B-trein (gemoderniseerde MI 79) op station Courcelle-sur-Yvette in Essonne

Exploitatie RATP/SNCF. Deze lijn ontstond door wederom een aparte voorstadslijn, de ligne de Sceaux, vanaf het voormalige eindpunt Luxembourg (aan de zuidkant van de stad) door te trekken door het centrum. De lijn werd aan de noordzijde bij Gare du Nord aangesloten op de voorstadsnetlijnen naar Mitry - Claye en de luchthaven. Later is nog een station in Saint-Michel gebouwd om aansluiting te geven op lijn C.

### Lijn C

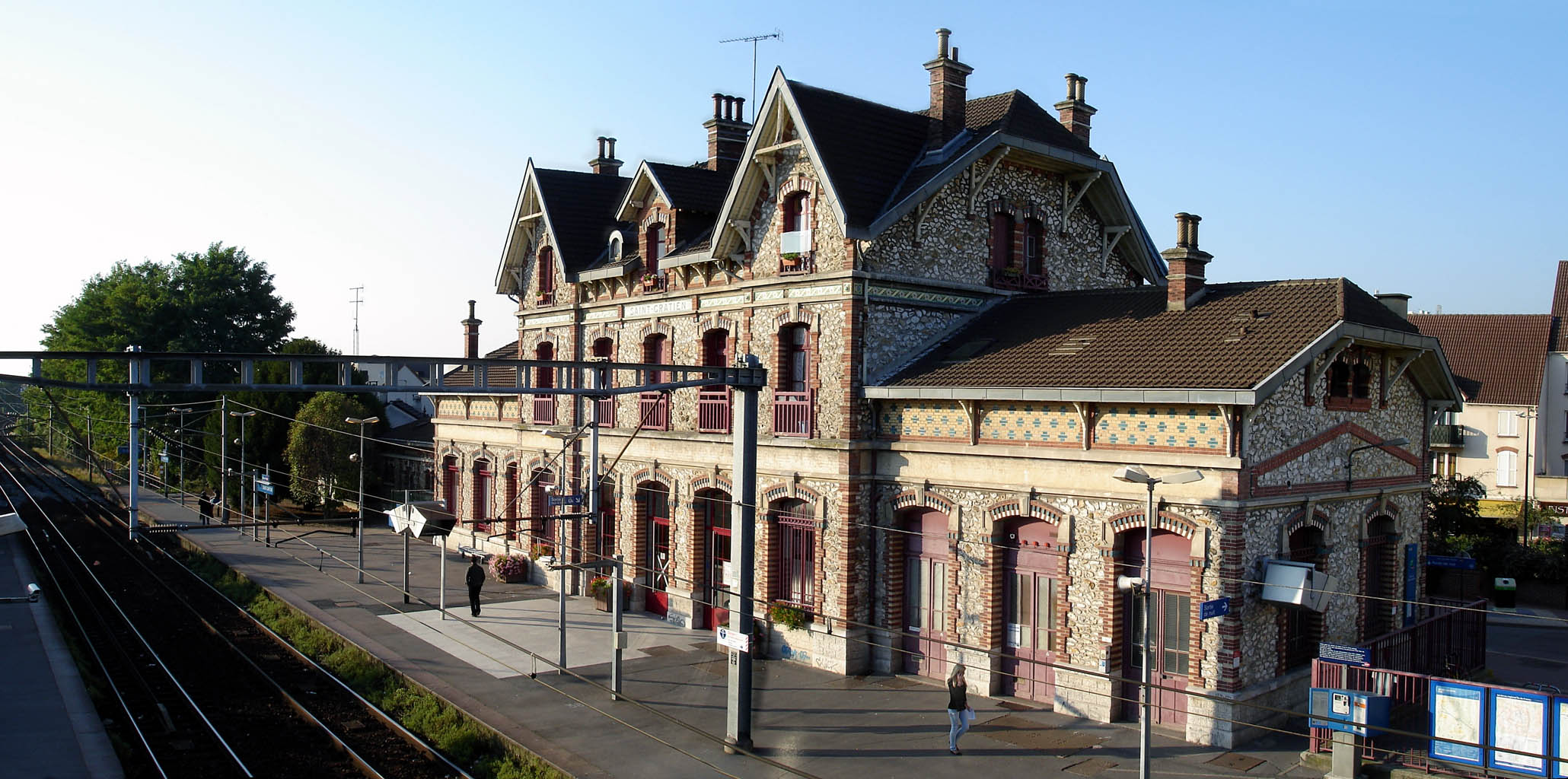
Station Saint-Gratien aan lijn C

Exploitatie SNCF: de spoorlijn langs de linkeroever van de Seine, die eindigde in het voormalige kopstation Gare d'Orsay (het huidige Musée d'Orsay) en de spoorlijn die eindigde in het kopstation van Invalides, worden aan elkaar gekoppeld met een kort stuk spoorlijn onder de kade. Hiermee ontstaat langs de linkeroever van de Seine een doorgaande spoorverbinding dwars door de stad. Aan de westkant rijden er treinen naar onder andere Versailles-Château-Rive-Gauche en Saint-Quentin-en-Yvelines. Aan de oostkant neemt de RER alle voorstadslijnen over van Paris Austerlitz. Daar er veel meer treindiensten zijn aan de oostkant, rijden veel treinen niet door naar de westelijke en noordelijke eindpunten maar keren in Boulevard Victor terug. Verwarrend voor de reiziger is dat een oostelijke voorstadslijn ook naar Versailles gaat via een lange omweg langs de zuidelijke ringspoorweg. Versailles is dus te bereiken via beide richtingen. Van Paris Austerlitz tot Étampes is de spoorlijn viersporig. Naast de treinen van de hoofdlijn rijden er tot Brétigny veel RER-expresdiensten.
De aftakkende lijn naar het noorden van Champ de Mars naar Pontoise wordt gecreëerd door het hergebruiken en aan elkaar koppelen van diverse spoorlijnen.
- Heropenen van de aansluitende verbinding van Champ de Mars tot Av. Henri Martin op de vroegere binnenringlijn van Parijs.
- Het laatste in dienst zijnde stukje ringlijn van Auteil naar Pont de Cardinet, geëlektrificeerd met 650 V gelijkspanning en stroomrail, wordt gesloten en verbouwd. De niet gebruikte delen van de lijn worden definitief gesloten (van d'Auteuil-Boulogne naar Av. Henri Martin en van Pereire - Levallois naar Pont Cardinet).
- Van Pereire - Levallois tot Porte de Clichy wordt de vroegere ringlijn herbruikt. Van Porte de Clichy tot Saint-Ouen wordt een aansluitende spoortunnel aangelegd naar de niet geëlektrificeerde spoorlijn Paris Nord via Gennevilliers naar Ermont Eaubonne.
- De lijn via Gennevilliers wordt gesloten en geëlektrificeerd onder 25 kV wisselspanning (het zuidelijk deel van de lijn C is onder 1500 V gelijkspanning).
- Vanaf Ermont Eaubonne wordt de bestaande spoorlijn van Paris Nord naar Pontoise gebruikt.

### Lijn D

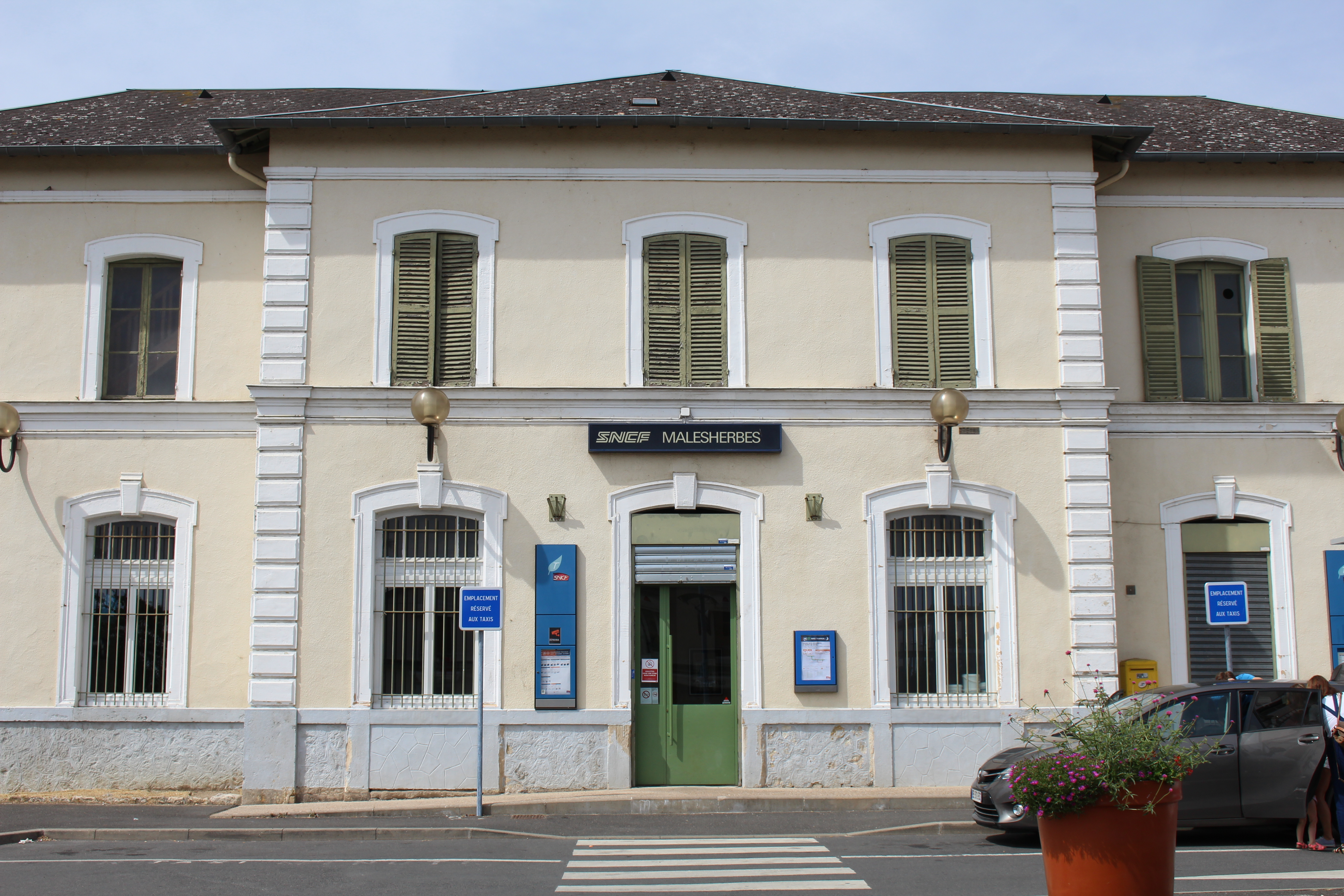
Het zuidelijkste station van het netwerk: Malesherbes in Loiret, aan lijn D

Exploitatie SNCF. Deze lijn verbindt in het Parijse centrum Gare de Lyon met Gare du Nord en heeft tussen Gare de Lyon en Châtelet - Les Halles zijn eigen spoortunnel parallel aan lijn A. Tussen Châtelet en Gare du Nord gebruikt de lijn dezelfde sporen als lijn B. In Châtelet heeft de lijn zijn eigen drie perronsporen en er worden in Gare du Nord vier perronsporen gebruikt voor beide lijnen. In Gare de Lyon heeft de lijn zijn eigen ondergronds station met vier perronsporen. Deze liggen vlak boven de ondergrondse perrons van de RER A en de bovengrondse perrons van de "gewone" voorstadstreinen, waardoor er korte overstaptijden mogelijk zijn.
In Gare de Lyon heeft de RER-lijn alle voorstadsdiensten tot Melun overgenomen. Sommige RER-treinen rijden niet door naar Châtelet en Paris Nord maar keren in het ondergrondse station. Voorstadstreinen die verder dan Melun rijden, stoppen niet op de tussengelegen RER-stations. In Paris Nord heeft de RER B alle voorstadtreinen tot Creil overgenomen. De voorstadslijnen vanuit Paris Nord naar Pontoise, Valmondois, Persan Beaumont en Luzarches maken geen deel uit van het RER-netwerk.

### Lijn E

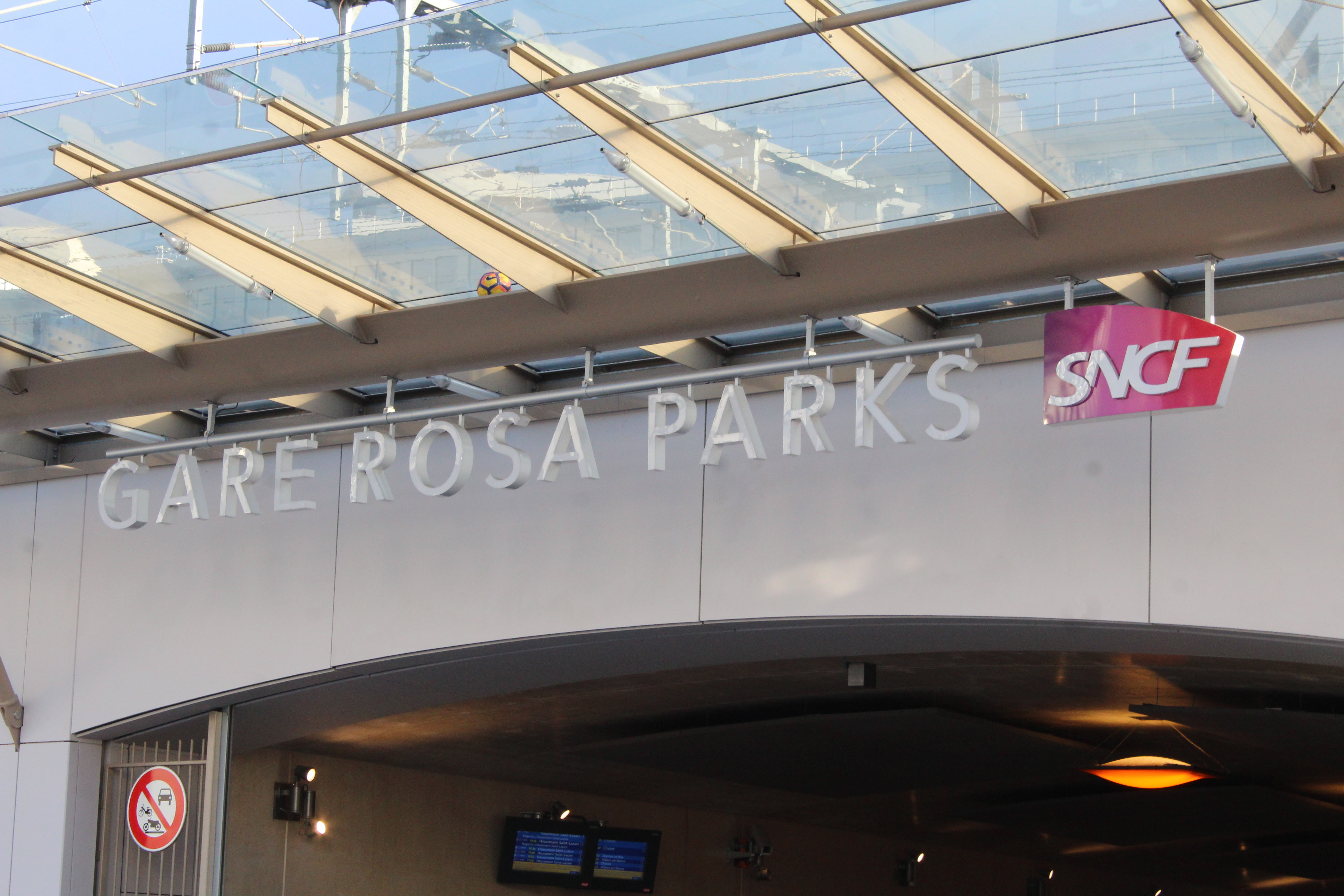
Station Rosa Parks op lijn E

Exploitatie door SNCF. De nieuwste lijn van het netwerk werd onder de naam Éole gebouwd. De lijn verbindt twee voorstadslijnen die voorheen eindigden in het Gare de l'Est, via Magenta (bij Gare du Nord) met het station Gare Saint-Lazare, waar de lijn (voorlopig nog) eindigt.

### Andere voorstadslijnen
Voor de volledigheid een overzicht van de Transilien non-RER-lijnen.
- Lijn H: Van Gare du Nord naar Luzarches, Persan Beaumont, Valmondois of Pontoise. Er is ook een tangentiële verbinding Pontoise Creil.
- Lijn J: Van Saint-Lazare naar Ermont Eaubonne, Givors, Mantes la Jolie (via Conflans) of Vernon (via Sartrouville)
- Lijn K: Van Gare du Nord naar Crépy-en-Valois (expresdienst parallel aan RER lijn B)
- Lijn L: Van Saint-Lazare naar Station Cergy-le-Haut (alleen in de spits, in de daluren tot Nanterre Université), Saint-Nom la Breteche of Versailles Rive Droite. Er is een pendeldienst tussen Noisy le Roi en Saint-Germain-en-Laye - Grande-Ceinture, waarbij bij Saint-Nom la Breteche overgestapt kan worden op de lijn naar Parijs.
- Lijn N: Van Gare Montparnasse naar Rambouillet, Dreux of Mantes-la-Jolie.
- Lijn P: Van Paris Est naar La Ferté-Milon, Château-Thierry, Crécy-la-Chapelle, Coulommiers of Provins. Loopt grotendeels naast RER lijn E. Op gezamenlijke trajecten wordt er niet gestopt.
- Lijn R: Van Gare de Lyon non-stop naar Melun en dan naar Montargis of Montereau (via Moret of Héricy).
- Lijn U: Verbindingslijn tussen La Défense (lijnen A en L), Versailles en La Verrière (lijn N).
- Lijn V: Verbindingslijn tussen Massy-Palaiseau (RER B en C) en Versailles-Chantiers (RER C en Transilien lijnen N en U)

## Materieel

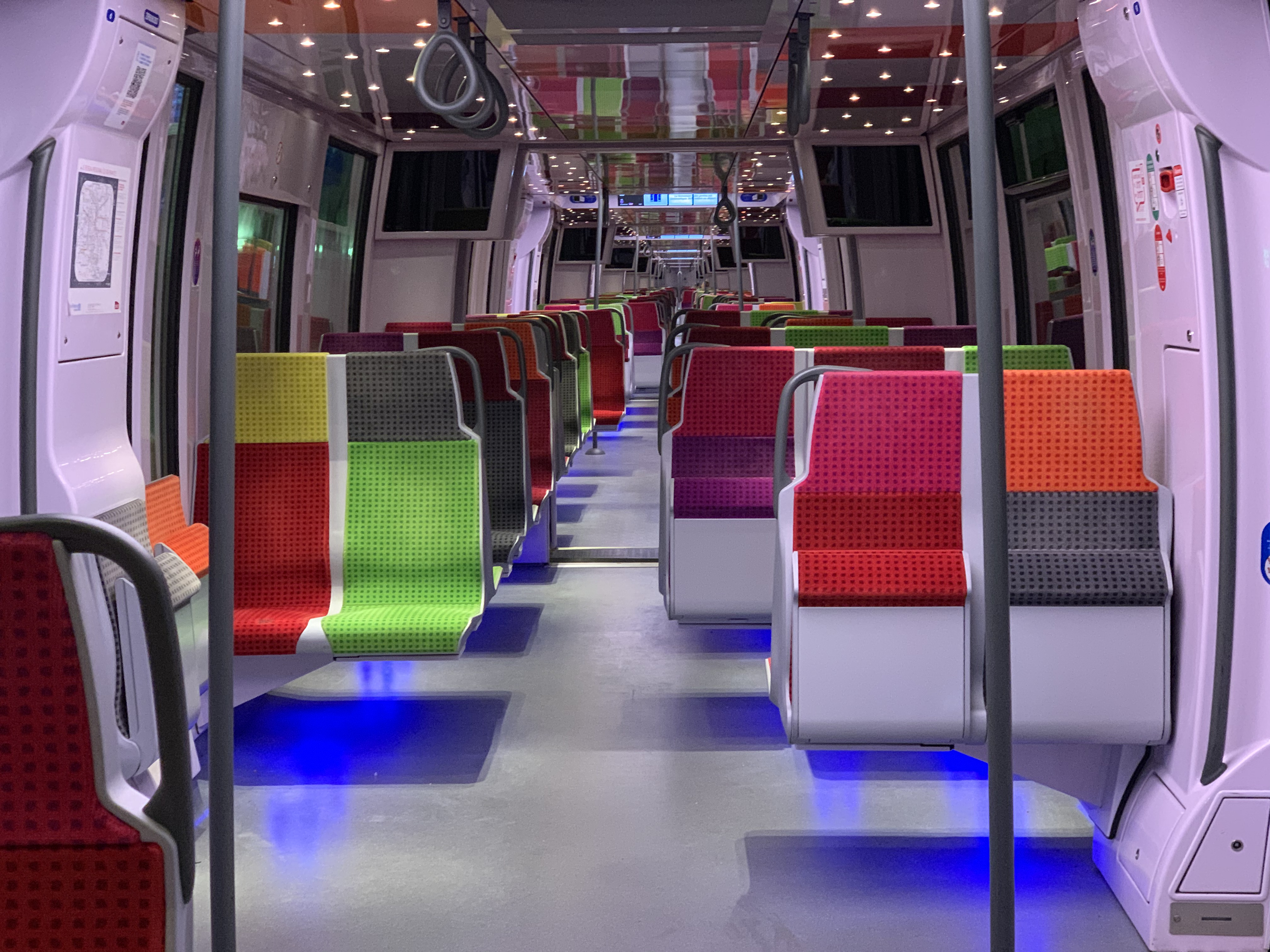
Interieur van een rijtuig (Z 50000) op lijn E

Het materieel op de SNCF-lijnen C, D en E verschilt niet van dat op andere voorstadslijnen en is voornamelijk dubbeldeks. De RATP gebruikt voor haar lijnen A en B eigen treinen.

## Toekomst
In de nabije toekomst kan RER E eventueel verder en meer verlengd worden:
- naar het oosten, van Chelles-Gournay naar Esbly en Meaux. Ook vanaf Tournan kan er doorgetrokken worden naar Coulommiers
- naar het westen, in de oorspronkelijke plannen was het bedoeling om de RER E sporen te laten aansluiten op de voorstadslijnen van Saint-Lazare naar Saint-Nom-la-Bretèche en Versailles Rive Droite. In de huidige plannen wordt de lijn in een nieuwe tunnel rechtstreeks doorgetrokken naar La Défense en bij Nanterre op de voorstadslijn naar Mantes La Jolie en Poissy. Bij de kruising met de RER C lijn komt een halte bij Neuilly - Porte Maillot.

Andere plannen zijn er voor RER F, die de Paris Saint-Lazare en Station Paris Montparnasse voorstadsnetten via een nieuwe tunnel door Parijs met elkaar zouden verbinden.
In de laatste ontwikkelingsplannen voor het openbaar vervoer wordt nu veel aandacht besteed aan allerlei ringlijnen en tangentiële verbindingen rond Parijs, in allerlei vormen; trams, busbanen, metro, spoorverbindingen, etc. Nu moeten veel voorstad naar voorstad reizigers noodgedwongen via het centrum van Parijs reizen, daar bijna alle OV-verbindingen van en naar het centrum van Parijs lopen. Daar de voorsteden nog steeds groeien is het noodzakelijk de niet-radiale verbindingen te ontwikkelen om aan de groeiende vervoersvraag tussen de voorsteden te voldoen en het centrum te ontlasten van doorgaand verkeer.
Zo is nu het project goedgekeurd om de buitenringspoorlijn in het noorden tussen Sartrouville (RER A in het westen) en Noisy-le-Sec (RER E in het oosten) te openen voor reizigersverkeer. Bij de kruisende spoorlijnen (o.a. met RER D en B) komen dan overstapstations. Deze verbinding zal met lichtere 'tram-trein'-rijtuigen geëxploiteerd worden en zal grotendeels op eigen sporen rijden om het goederenverkeer niet te hinderen.
Deze projecten passen echter niet in het 'RER'-concept van doorgaande verbindingen door het centrum van Parijs. De bouwwerkzaamheden in het centrum zullen beperkt blijven tot allernoodzakelijkste capaciteitsuitbreidingen. Eventueel een eigen tunnel voor RER D tussen Châtelet en Gare du Nord, en/of lijn RER E naar La Défense doortrekken om RER-lijn A te ontlasten.

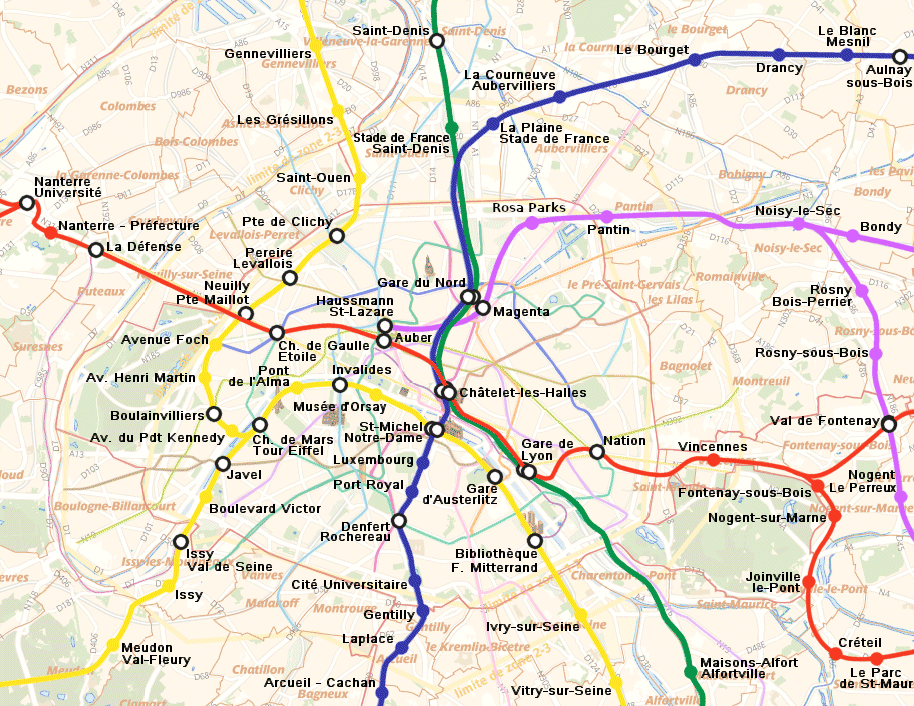
Plattegrond van de RER-lijnen in het centrum en de "petite couronne" van Parijs